# Tomasz Porzeziński
Tomasz Porzeziński (ur. 9 sierpnia 1961 w Warszawie) – polski trener piłki ręcznej, przez większość swojej kariery związany z klubem KS Warszawianka, którego jest wychowankiem.

## Życiorys
Karierę sportową rozpoczął w Warszawiance już w 1976 r. W 1979 r. jako junior zdobył III Brązowy Medal Mistrzostw Polski, występując na pozycji środkowego rozgrywającego. W 1982 r. podjął studia na Akademii Wychowania Fizycznego w Warszawie, uzyskując w 1986 r. tytuł magistra i uprawnienia trenerskie.

### Trener
W 1999 roku powrócił do Warszawianki już jako trener, szkoląc grupy młodzieżowe. W 2001 roku wraz z drużyną młodzików zdobył Złoty Medal Mistrzostw Polski, zaś w następnych latach kolejno Srebro (2003) i dwukrotnie Brąz (2004, 2005). Tę samą grupę młodzieży poprowadził w międzynarodowych turniejach w Klagenfurcie, Karvinie oraz Bratysławie, zajmując wszędzie III miejsce. W 2006 roku ekipa Tomasza Porzezińskiego awansowała z II do I ligi. W sezonie 2008/2009 zespół zajął III miejsce w tabeli I ligi, ulegając jedynie Nielbie Wągrowiec i Śląskowi Wrocław. Warszawiance nie dane było zawalczyć o awans do ekstraklasy, gdyż z powodów finansowych klubu sekcja została rozwiązana.
Po rozwiązaniu drużyny zaangażował się w budowanie nowego klubu piłki ręcznej, KPR Legionowo, którego został pierwszym trenerem. Po poprowadzeniu zespołu w III lidze w sezonie 2009/2010, wywalczył awans do II ligi. W grudniu 2011 zakończył współpracę z legionowskim klubem.
We wrześniu 2012 r. podjął się reaktywacji zespołu seniorów w Warszawiance. W pierwszym sezonie (2012/2013) doprowadził zespół na drugie miejsce w rozgrywkach II ligi, ocierając się o awans i zajmując ostatecznie II miejsce w tabeli. W sezonie 2013/2014 drużyna Porzezińskiego zajęła II miejsce w 3 grupie II ligi po rundzie zasadniczej. W barażach zawodnicy pokonali zespoły MKS Grudziądz oraz AZS UW Handball Team i awansowali do I ligi. Po udanym sezonie na zapleczu Superligi i zajęciu piątego miejsca, w sierpniu 2015 zespół seniorów prowadzony przez Tomasza Porzezińskiego występujący w I lidzie został wycofany z rozgrywek przez Zarząd Warszawianki. Powodem był ponownie brak funduszy na kontynuowanie działalności.
W 2016 r. skompletował i poprowadził kadrę Mazowsza w czasie XXIII Ogólnopolskiej Olimpiady Młodzieży w Sportach Letnich odbywającej się we Wrocławiu. Ekipa prowadzona przez niego zdobyła I miejsce, pokonując w ostatnim meczu kadrę Dolnego Śląska 41-33(20-18).
We wrześniu 2016 r. Tomasz Porzeziński zdecydował się na poprowadzenie ekipy seniorów Warszawianki po raz trzeci, tym razem zaczynając od III ligi. Po udanym sezonie 2016/2017 ponownie doprowadził do awansu swojego zespołu, który nie poniósł żadnej porażki w rozgrywkach. Sezon 2020/2021 zespół KS Warszawianka ponownie awansował do I ligi.
W latach 2018–2020 trener asystent w kadrze narodowej juniorów starszych.

#### Sukcesy w karierze trenerskiej
| Złoty Medal   | Rozgrywki                                    | Kategoria Wiekowa | Klub                |
| ------------- | -------------------------------------------- | ----------------- | ------------------- |
| 2001          | Mistrzostwa Polski                           | Młodzicy          | KS Warszawianka     |
| 2016          | XXIII Olimpiada Młodzieży w Sportach Letnich | Juniorzy Starsi   | Kadra Mazowsza 2016 |
| Srebrny Medal |                                              |                   |                     |
| 2003          | Mistrzostwa Polski                           | Juniorzy          | KS Warszawianka     |
| Brązowy Medal |                                              |                   |                     |
| 2004          | Mistrzostwa Polski                           | Juniorzy          | KS Warszawianka     |
| 2005          | Mistrzostwa Polski                           | Juniorzy          | KS Warszawianka     |